# Fixeur
Fixeur é um filme de drama romeno de 2017 dirigido e escrito por Adrian Sitaru e Claudia Silisteanu. Foi selecionado como representante de seu país ao Oscar de melhor filme estrangeiro em 2018.

## Elenco
- Sorin Cocis
- Tudor Istodor - Radu-Fixeur
- Mehdi Nebbou - Axel
- Diana Spatarescu - Anca
- Adrian Titieni
- Andreea Vasile
- Nicolas Wanczycki - Serge